# Louise Wondel
Louise Wondel (Paramaribo of Lantiwee, 19 januari 1971 – Paramaribo, 14 juli 2014) was een Surinaams dichter en danseres. Ze schreef in het Aukaans, een marron-taal. Ze brak in 1997 door op het Schrijverscongres 2000 in Paramaribo, en kreeg in 1998 internationale aandacht tijdens Poetry International in Rotterdam.

## Biografie
Wondel werd in 1971 geboren. Haar vader was een Saramacca marron, en haar moeder was een Aukaans marron. Ze werd opgevoed aan de Cottica. In 1975 verhuisde het gezin naar Paramaribo. Tijdens haar Algemene Middelbare School-periode begon ze zich te interesseren voor de dans. In 1991 won ze tijdens een talentenjacht de Miss Pompom Lollie-trofee. In 1994 begon ze een studie sociologie aan de Anton de Kom Universiteit.
In 1995 richtte Wondel de culturele vereniging Fiamba op. Ze begon gedichten te schrijven en voor te dragen op de radio. Haar gedichten gingen over de positie waar de marrons zich in bevinden en de vervreemding van het stadsleven. In 1997 riep de Stichting Ameva haar uit tot Dichter van het Jaar.
In 1997 werd Wondel ontdekt tijdens het Schrijverscongres 2000 in Paramaribo. In 1998 publiceerde ze haar eerste twee gedichtbundels. Hetzelfde jaar was Wondel de jongste deelnemer aan Poetry International in Rotterdam waar ze met een dans- en poëzienummer de aandacht trok van de internationale pers. Ze trad ook op tijdens de Winternachten, en het Internationaal Poëziefestival in Medellín, Colombia.
In 2000 vestigde Wondel zich in Nederland, maar werd ziek. In 2003 keerde ze terug naar Suriname en in hetzelfde jaar gaf ze haar laatste voorstelling in Moengo. Op 14 juli 2014 overleed Wondel op 43-jarige leeftijd. In 2018 werd een maand aan hem besteed op de Iconenkalender van NAKS.

## Werken
- Ten Paramaribo (1998)
- Leleku fu Mekunu Paramaribo (1998)
- Katibo Paramaribo (1998)
- M’Bigi Seefidensi Poema Paramaribo (2002)